# Salix lindleyana
Espèce
 Salix lindleyana, le saule de Lindley (en anglais, Hymalayan creeping willow), est une espèce de plantes à fleurs de la famille des Salicaceae. C'est un saule originaire d'Asie.

## Description

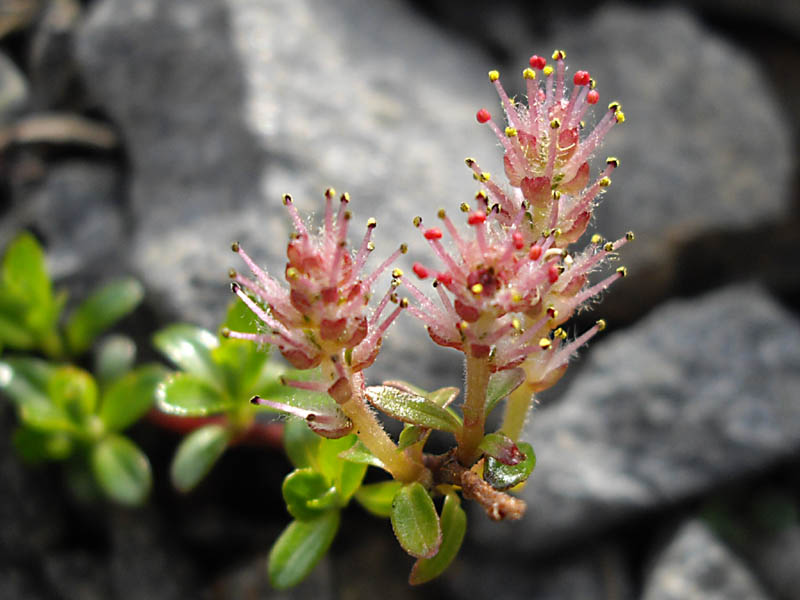
Chatons rougissants.

Salix lindleyana est une des environ 200 plantes portant le nom de John Lindley, ce botaniste anglais du milieu du XVIIIe siècle.
C'est un petit saule rampant utilisé comme couvre-sol ou en remplissage sur un mur ou encore dans un conteneur avec ses nouvelles pousses porteuses de rameaux rougeâtres. Les dernières pousses portent de petits chatons très courts. la floraison a lieu en juin. L'espèce n'apprécie guère la chaleur, elle est destinée aux frais jardins du nord.

## Distribution
La plante se rencontre naturellement au Pakistan (Hazara), Kashmir, en Inde (Kumaon), au Népal, dans le Sikkim, Bhoutan, en Chine (Yunnan, Xizang). 